# 猛度
猛度（もうど、英: Brisance）は、爆薬の動的威力を示す値であり、爆発に伴って周囲の固体に送り出される衝撃波による仕事効果を示す値でもある。
また、爆薬の破壊力を示す値として用いられる場合もある。
猛度は爆轟波の圧力Pによって表され密度をΔ、爆速をD、爆轟直後のガス流速をWとした場合に
{\displaystyle {\mathit {P}}=\Delta DW}
と表すことができる。
従って猛度を測定するには爆轟圧力を測ればよいことになるが、現実的には測定が困難であり、同様にガス流速も測定困難である。
しかし、多くの固体爆薬では
{\displaystyle {\mathit {D}}\doteqdot 4W}
と考えることができるため、上記の式から以下の方程式が成り立つ
{\displaystyle {\mathit {P}}\doteqdot {\frac {1}{4}}\Delta D^{2}}
この式により、爆速の測定結果から爆轟圧力を推定することができる。
通常はヘス猛度試験やカスト猛度試験などの測定方法を用いて測定する。